# 岡瑟氏條鰍
岡瑟氏條鰍（學名：Nemacheilus guentheri）為輻鰭魚綱鯉形目條鰍科條鰍屬的其中一種。分布於亞洲印度半島淡水流域，體長可達5.6公分，棲息在礫石底質的河川底層水域，生活習性不明，可做為觀賞魚。

## 扩展阅读
維基物種上的相關：岡瑟氏條鰍